# Tezaurul de la Sânnicolau Mare

Tezaurul de la Sânnicolau Mare este compus din 23 de obiecte din aur, în greutate totală de peste 10 kilograme, provenind din perioada medievală timpurie. Este considerat unul dintre cele mai importante tezaure de la începutul evului mediu european. După descoperire și după recuperarea sa de către autoritățile vremii, a fost inclus în colecția Curții Imperiale austriece. În prezent se află la Kunsthistorisches Museum din Viena. Cele 23 de piese ale tezaurului, în greutate de 9.925 grame, eterogene ca formă și execuție stilistică, sunt confecționate din aur cu o finețe variind între 12 și 22. 

## Descoperire
Tezaurul a fost descoperit pe 3 iulie 1799 în localitatea Sânnicolau Mare de către țăranul Nera Vuin, pe moșia macedoromânului Cristofor Nako, pe când săpa o groapă în curtea casei, lângă o vie din preajma punctului denumit Szighet.

## Atribuire și datare
În privința originii, s-au emis ipoteze conform cărora vasele 9 și 10, din grupa vaselor cu finețe 22 - care poartă inscripții cu caracter cultic în limba greacă - ar fi aparținut unor conducători avari, iar vasul 21 din aceeași grupă de finețe, cu inscripția ce folosește caractere grecești, dar nu în limba greacă, a fost atribuit, pe baza cuvintelor Bataul și Boila când românilor, pecenegilor, protobulgarilor etc, așadar o acumulare a unor piese provenind din perioade diferite, acoperind mai multe veacuri, începând cu secolul IV. Inscripția găsită: 
ΒΟΥΗΛΑ.ΖΟΑΠΑΝ.ΤΕΣΗ.ΔΥΓΕΤΟΙΓΗ.ΒΟΥΤΑΟΥΛ.ΖΩΑΠΑΝ.ΤΑΓΡΟΓΗ.ΗΤΖΙΓΗ.ΤΑΙΣΗ
Tonciulescu a studiat textul și a propus următoarea traducere "Jupan Buila are toate drepturile, jupan Butaul [are dreptul de a] intra [în] toate cetățile Tezaurul pare să fi aparținut lui Ahtum, ultimul voievod medieval al Banatului care a pierdut ultima luptă cu Chanadinus în bătălia de la Tomnatic, lângă Morisena (azi Cenad). Conform acestei versiuni, tezaurul a fost îngropat de familia lui Ahtum la puțin timp după moartea acestuia în bătălia cu Chanadinus. Răzvan Teodorescu susține ideea că tezaurul ar fi aparținut lui Ahtum dar nu exclude o origine româneascâ
Potrivit unui bizantinolog român, textul unui vas din comoara trebuie citit astfel: ΔEA[=ΔIA] YΔATOC ANAΠΛYΣON A<YT˃ON EIC PHTON[=PEITON] OMAYLON. Înseamnă: „Cu apă curățați-l [discul]
în pârâul [sacru] vecin". De asemenea, a mai scris că tezaurul a aparținut lui Ahtum, voievodul Banatului.
Alte teorii au atribuit aceste vase fie unor meșteri din Crimeea, fie unor feudali locali, aflați în legătură cu voievodatul bănățean medieval.

## Componență

1. Cană ovoidală cu picior inelar, gât înalt și gură trilobată; aur 22 carate, masa = 2149 grame, înălținea 361 mm.
2. Cană piriformă cu picior tronconic, gât evazat și gură cilindrică; aur 18 carate, masa = 608 grame, înălțimea 221 mm.
3. Cană ovoidală cu picior tronconic și gură în formă de pâlnie; aur 21 carate, masa = 656 grame, înălțimea 214 mm.
4. Cană ovoidală cu picior tronconic, fără gură; aur 19,5 carate, masa = 631 grame, înălțimea 229 mm.
5. Cană ovoidală cu picior tronconic, gură în formă de pâlnie, toartă din bronz; aur 20 carate, masa = 710 grame, înălțimea 209 mm.
6. Cană având aceeași formă, patru lobi perlați; aur 21 carate, masa = 926 grame, înălțimea 234 mm.
7. Cană în formă de ploscă; aur 21 carate, masa = 755 grame, înălțimea 227 mm.
8. Fructieră ovală, recipient în formă de scoică; aur 22 carate, masa = 377 grame, înălțimea 30 mm; inscripție runică pe buza vasului.
9. Bazin de formă circulară; aur 22 carate, masa = 287 grame, înălțimea 34mm; inscripție cu litere grecești și monogramă.
10. Bazin aproape identic celui anterior; aur 22 carate, masa = 305 grame, înălțimea 32 mm.
11. Pahar tronconic cu buza dublu perlată; aur 20 carate, masa = 74,7 grame, înălțimea 47 mm.
12. Pahar tronconic aproape identic celui anterior; aur 20 carate, masa = 70,8 grame, înălțimea 47 mm.
13. Cupă ovoidală sprijinită pe trei picioare în formă de labă de leu; aur 20,5 carate, masa = 283 grame, înălțimea 110 mm.
14. Cupă aproape identică cu cea anterioară; aur 20,5 carate, masa = 285 grame, înălțimea 110 mm.
15. Cupă asemănătoare, mai mare; aur 22 carate, masa = 483 grame, înălțimea 106 mm.
16. Pateră cu bazin semicircular și toartă dreaptă; aur 21 carate, masa = 103 grame, înălțimea 16 mm.
17. Pateră asemănătoare celei precedente; aur 21 carate, masa = 104 grame, înălțimea 18 mm.
18. Pahar piriform; aur 22 carate, masa = 217 grame, înălțimea 57 mm.
19. Bazin cu apucătoare; aur 22 carate, masa = 179 grame, înălțimea 22 mm.
20. Bazin cu cataramă; aur 22 carate, masa = 212 grame, înălțimea 25 mm; inscripție cu litere grecești (BOUTAUL)
21. Potir cu picior și postament; aur 20,5 carate, masa = 213 grame, înălțimea 65 mm.
22. Potir asemănător cu cel precedent; aur 20,5 carate, masa = 213 grame, înălțimea 65 mm; inscripție runică pe fundul potirului.
23. Corn în formă de pâlnie, cu muștiuc sferic; inscripție runică.

## Imagini

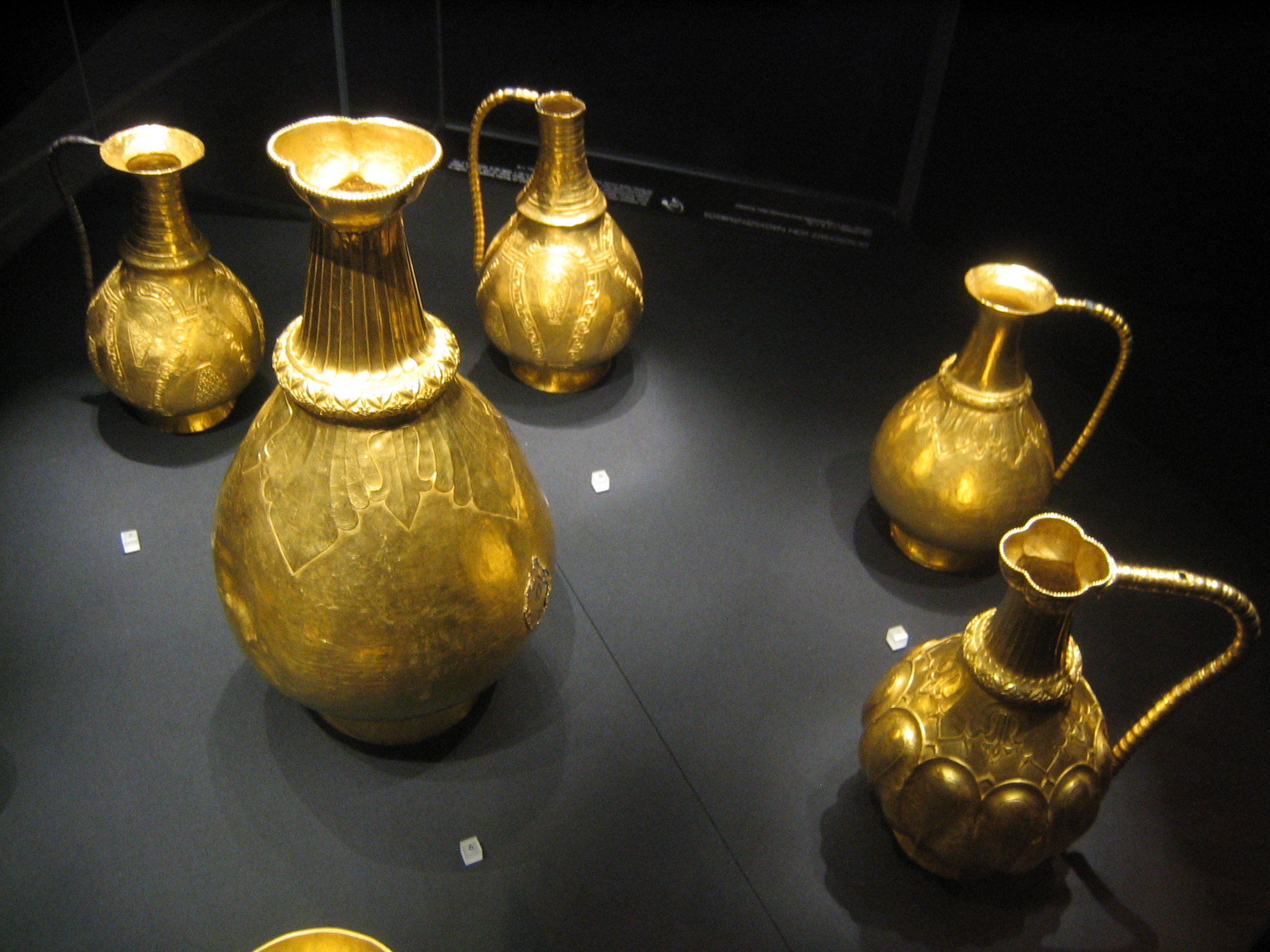